# Mapamundi de Leonardo

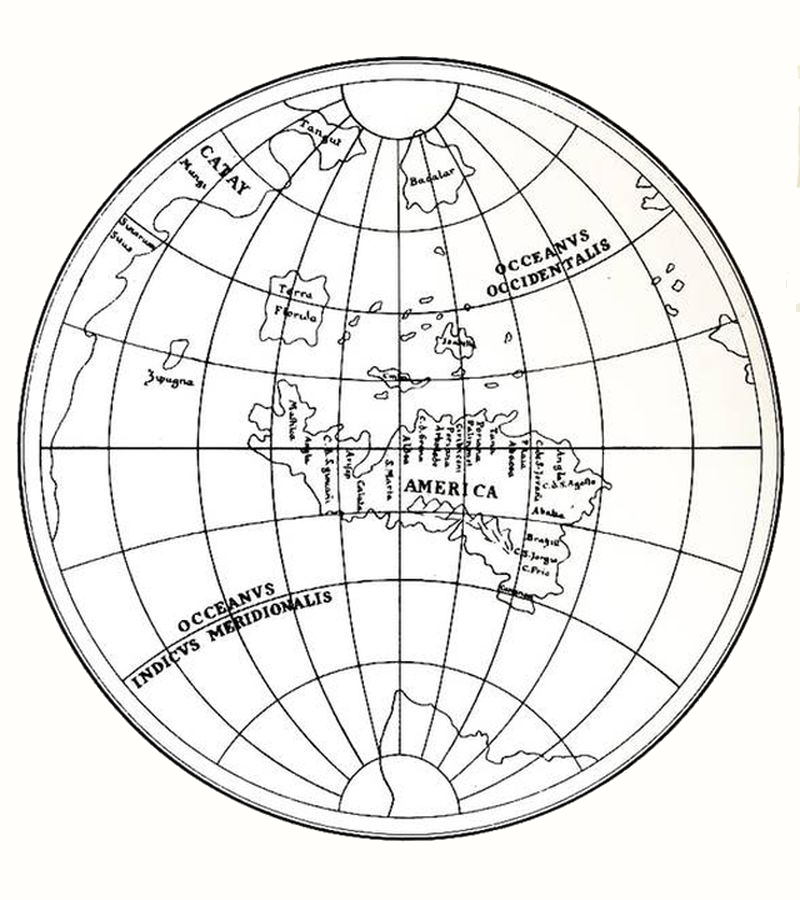
Recreación del llamado mapamundi de Leonardo da Vinci.

El llamado Mappamundi de Leonardo da Vinci es un mapa "tipo octante" fechado aproximadamente en 1514, que se ha pretendido relacionar con el descubrimiento de América o, cuando menos, con los primeros usos del nombre. Henry Harrise en su obra de 1892 alude a la imposibilidad de que el mapa, en realidad: "sections of a rude and elementary globe" recogidos entre los papeles de Leonardo da Vinci conservados en Londres, hubiese sido dibujado por el propio Leonardo, siendo citado por Eugène Müntz diciendo acerca de la opinión de R. H. Major sobre la autoría de Leonardo:"an opinion NOW entirely abandoned > -NOW = en esa actualidad del año 1898-", ya que a partir de Nordenskjold, con él, en el siglo XX, media docena de autores han dicho lo contrario, y en el siglo XXI, en 2014, la autoría de la proyección octante por parte de Leonardo habría quedado demostrada por Christopher Tyler,  De hecho, hay un boceto de la misma en una página de los manuscritos del Codex Atlanticus, hecho de la mano de Leonardo, siendo el boceto de Leonardo, la primera descripción conocida de la proyección octante.
El mapa fue publicado en 1865 por R. H. Major que defendió la autoría de Leonardo da Vinci, destacando la temprana utilización del nombre de América, propuesto por Hylacomilus en 1507, cuyo mapa, no fue descubierto hasta 1901, por lo tanto la aseveración de Major era cierta en 1865.

## Descripción
La esfera del mundo está dividida en ocho triángulos esféricos equiláteros, cada sección delimitada por la línea ecuatorial y dos meridianos con 90% de diferencia. Este fue el primer mapa de este tipo. Algunos críticos creen que el mapa no fue realmente obra del mismo Leonardo, ya que la precisión y la maestría en el dibujo no reflejan los altos estándares usuales de da Vinci. Fue hecho probablemente por algún empleado de confianza o copista del taller de Leonardo.'
Lo documentó R.H. Major en su comunicado Memoir on a mappemonde by Leonardo da Vinci, being the earliest map hitherto known containing the name of America

## Historia sobre  la autoría

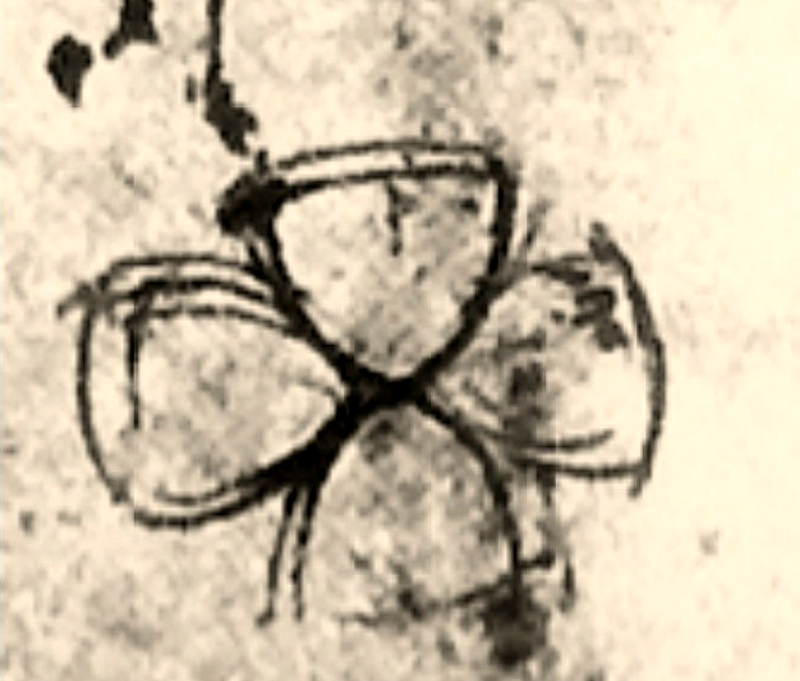
Esbozo de Leonardo de la proyección octante en el Codex Atlanticus (1508)

Aunque la autoría de la primera descripción de la proyección Da Vinci octant por parte de Leonardo habría quedado demostrada en el informe de Christofer Tyler,, que decidió tratar por separado la autoría de la proyección octante (1508) y la autoría del mapa de Leonardo (1514), los otros autores anteriores a él tratan conjuntamente la autoría de ambos (autoría del mapa y autoría de la proyección -sin separar el uno de la otra-), hablan de "..the eigth of a supposed globe represented in a plane.." o sobre "globe sections" (Harrisse) y otros les llaman "gores", que constituyen, de hecho, una proyección del globo (hay un error en la traducción de 2005 de Muntz al castellano, videt: "..fragmentos de una pequeña esfera tosca y elemental.." en lugar de "sections of a rude, elementary globe" -sections implica proyección.. fragmentos no, aparte que lo hace incompleto-).
Entre estos estudiosos, la autoría de Leonardo no está universalmente aceptada, con algunos autores completamente en contra de cualquier mínima contribución de Leonardo, como, Henry Harrisse (1892), o Eugène Müntz (1898 - citando la autoridad de Harrisse de 1892),
Otros eruditos aceptan explícitamente ambos (tanto del mapa como de la proyección), totalmente como un trabajo Leonardo, describiéndolos como los primeros de este tipo, entre ellos, R.H. Major (1865) en su trabajo, Memoir on a mappemonde by Leonardo da Vinci, being the earliest map hitherto known containing the name of America ("..the eigth of a supposed globe represented in a plane.." ), Grothe, la "Enciclopedia universal ilustrada europeo-americana"(1934), Snyder en su libro "Flattening the earth" (1993), Christoher Tyler en su trabajo Leonardo da Vinci’s World Map (2014), José Luis Espejo en su libro "Los mensajes ocultos de Leonardo Da Vinci" (2014), o David Bower en su libro "The unusual projection for one of John Dee's maps of 1580" (2012).
Otros también aceptan explícitamente como auténticos (tanto el mapa como la proyección), aunque dejando en el aire la mano directa de Leonardo, entregando la autoría de toda la obra a uno de sus discípulos, como Nordenskjold resume en su libro "Facsimile-Atlas" (1889), confirmado además por Dutton (1995) y muchos otros: "..on account of the remarkable projection..not by Leonardo himself, but by some ignorant clerk.", o Keunig (1955) que llega a ser más preciso: "..by one of his followers at his direction..".